# Liga de jábegas 2014
La liga de jábegas 2014, oficialmente llamada III Liga de Jábegas Diputación de Málaga-Unicaja ‘Copa Pepe Almoguera’, se celebró desde el 31 de mayo hasta el 30 de agosto de 2014 en siete municipios de la provincia de Málaga en los que se disputaron 13 regatas donde compitieron 11 barcos de nueve clubes.
En este año la competición rindió homenaje a Pepe Almoguera, fallecido presidente de la ART, impulsor de las competiciones de jábegas e importante carpintero de ribera. La novedad principal la competición se cerró con el nuevo Gran Premio Diputación ‘Copa Pepe Almoguera’ en la playa de la Misericordia.
Además de las regatas celebradas en Málaga, Torremolinos, Benalmádena, Mijas, Fuengirola, Rincón de la Victoria y Nerja, se programaron exposiciones de las embarcaciones artesanas malagueñas.

## Regatas
Trofeo CN El Candado
El 31 de mayo en la playa de El Candado tuvo lugar la jornada inaugural de la liga, no puntuable para la clasificación final.
Gran Premio CNM Benalmádena
El 21 de junio se celebró junto a la bocana del puerto de Benalmádena, en la playa de Malapesquera, el Gran Premio CNM Benalmádena. En la categoría Absolutos la clasificación resultó de la siguiente manera: 1º La Fogonera (Huelin), 2º La Traya (Pedregalejo) y 3º La Virgen del Carmen (La Cala del Moral). En la categoría Veteranos en primera posición quedó La Chora (Torremolinos-La Carihuela), seguida por La Virgen del Carmen y La Fogonera. 
Gran Premio Cala de Mijas
Celebrada el 28 de junio en las aguas de la playa de la Cala de Mijas, en la categoría de Absolutos participaron 9 embarcaciones, siendo las tres primeras La Traya, La Fogonera y La Chora, que obtuvieron 9, 8 y 7 puntos respectivamente. En la categoría Veteranos los tres primeros puestos fueron para La Araceli, La Chora y La Fogonera. 
Gran Premio Fuengirola
La regata del Gran Premio Fuengirola tuvo lugar en la playa del Castillo el 29 de junio. La vencedora tanto en la categoría de Absolutos como en la de Veteranos fue La Chora. 
Gran Premio Cala del Moral
Programada para el 6 de julio, fue suspendida por un fuerte poniente que castigó durante todo el fin de semana.
Gran Premio Rincón de la Victoria
Celebrada el 12 de julio cuando la ‘Chora’, del Club de Remo y Pala Carihuela, consiguió el triunfo en ambas categorías, absoluta y de veteranos, repitiendo así el doblete logrado en GP Fuengirola. En categoría absoluta, en segundo lugar llegó la ‘Fogonera’ y tercera, la ‘Traya'. En veteranos vencieron los de Torremolinos seguidos por la ‘Fogonera' y la 'Araceli'.
Gran Premio Fiestas Marineras del Palo
Celebrada el 13 de julio, venció en categoría absoluta, ‘La Fogonera’, del Club de Remo San Andrés, seguida por ‘La Traya’ y ‘La Chora’.
Gran Premio Carrefour-Distrito 7 - 19 de julio
Gran Premio ARP Pedregalejo - 26 de julio
Trofeo Nerja - 3 de agosto
53.er Gran Premio Ciudad de Málaga - 9 de agosto
Gran Premio Torremolinos - 16 de agosto
Gran Premio Diputación 'Copa Pepe Almoguera' - 30 de agosto